# Eikla
Koordinaten: 58° 25′ N, 22° 31′ O
Eikla (deutsch Euküll) ist ein Dorf (estnisch küla) auf der größten estnischen Insel Saaremaa. Es gehört zur Landgemeinde Saaremaa (bis 2017: Landgemeinde Lääne-Saare) im Kreis Saare.

## Einwohnerschaft und Lage
Das Dorf hat 107 Einwohner (Stand 1. Januar 2016). Seine Fläche beträgt 0,09 km².
Der Ort liegt 18 Kilometer nördlich der Inselhauptstadt Kuressaare. Er wurde erstmals 1592 unter dem Namen Eukull urkundlich erwähnt.